# Peabiru
Peabiru es un municipio brasileño del estado de Paraná.
Fue elevado a comarca el día 14 de diciembre de 1953, por la Ley Estatal 1542 con la posesión de su primer juez de Derecho, Jorge Andrighetto, y como primer promotor público, Alceu Mendes da Silva.

## Etimología
Peabiru es un término tupí que significa “camino de césped arrugado”, a través de la unión de los términos pe (“camino”) y abiru (“césped arrugado”). Es el nombre de un antiguo y famoso sendero indígena, el Camino de Peabiru.

## Geografía
Posee un área de 469,495 km² representando 0,1773 % del estado, 0,0627 % de la región y 0,0042 % de todo el territorio brasileño. Se localiza a una latitud 23°58′48″ sur y a una longitud 51°49'04" oeste, estando a una altitud de 495 metros encima del nivel del mar. Su población estimada en 2005 era de 11 024 habitantes.

### Demografía
Datos del censo - 2000
Población Total: 13 196
- Urbana: 9368
- Rural: 3828

- Hombres: 6549
- Mujeres: 6647

Índice de Desarrollo Humano Municipal (IDH-M): 0,689
- Idh salario: 0,628
- Idh longevidad: 0,651
- Idh educación: 0,789

### Clima
Posee un clima subtropical húmedo mesotérmico, con veranos calientes y heladas poco frecuentes, tendencia de concentración de lluvias en los meses de verano, sin estación de sequía definitiva. Las medias de los meses calientes son superiores a 22 °C, y la de los meses más fríos es inferior a 13 °C.

### Hidrografía
- Río Ivaí,
- Río Macaco
- Río Bulha
- Río Agua Rica

### Carreteras
- Carretera Avelino Piacentini – Maringá
- BR-158 – Campo Mourão
- BR-173 – Araruna